# 城下町 (豊橋市)
城下町（しろしたちょう）は、愛知県豊橋市の地名。

## 地理
豊橋市南部に位置する。西は杉山町・田原市、南は遠州灘に接する。

### 河川
- 庄兵衛川[1]
- 豊川用水東部幹線水路[1]

### 字一覧
- 恵下（えげ）[WEB 5]
- 大井（おおい）[WEB 5]
- 大見川（おおみがわ）[WEB 5]
- 北方部（きたほうべ）[WEB 5]
- 境ノ谷（さかいのや）[WEB 5]
- 作三部（さくさんべ）[WEB 5]
- 神殿（じんでん）[WEB 5]
- 築地ノ内（ついじのうち）[WEB 5]
- 鳶ケ巣（とびがす）[WEB 5]
- 東休場（ひがしやすみば）[WEB 5]
- 人見坂（ひとみざか）[WEB 5]
- 細田（ほそだ）[WEB 5]
- 南方部（みなみほうべ）[WEB 5]
- 休場（やすんば）[WEB 5]

## 歴史

### 人口の変遷
国勢調査による人口および世帯数の推移。
| 1995年（平成7年）  | 115世帯 492人 |  |
| 2000年（平成12年） | 128世帯 515人 |  |
| 2005年（平成17年） | 129世帯 490人 |  |
| 2010年（平成22年） | 132世帯 480人 |  |
| 2015年（平成27年） | 131世帯 445人 |  |

## 交通
- 愛知県道伊良湖岬白須賀線[1]

## 施設
- 豊橋市南部農協城下支店[1]
- 曹洞宗大円寺[1]
- 八柱神社[1]

### WEB
1. ↑  “愛知県豊橋市の町丁・字一覧”.   人口統計ラボ. 2023年4月13日閲覧。
2. ↑  総務省統計局 (2017年1月27日). “平成27年国勢調査の調査結果(e-Stat) - 男女別人口及び世帯数 －町丁・字等” (CSV). 2021年7月21日閲覧。
3. ↑  “愛知県豊橋市の郵便番号一覧”.   日本郵便. 2023年4月13日閲覧。
4. ↑  “市外局番の一覧” (PDF).   総務省 (2022年3月1日). 2022年3月22日閲覧。
5. 1 2 3 4 5 6 7 8 9 10 11 12 13 14  “愛知県豊橋市 住所一覧から地図を検索”.   ONE COMPATH. 2023年8月17日閲覧。
6. ↑  総務省統計局 (2014年3月28日). “平成7年国勢調査の調査結果(e-Stat) - 男女別人口及び世帯数 －町丁・字等” (CSV). 2021年7月20日閲覧。
7. ↑  総務省統計局 (2014年5月30日). “平成12年国勢調査の調査結果(e-Stat) - 男女別人口及び世帯数 －町丁・字等” (CSV). 2021年7月20日閲覧。
8. ↑  総務省統計局 (2014年6月27日). “平成17年国勢調査の調査結果(e-Stat) - 男女別人口及び世帯数 －町丁・字等” (CSV). 2021年7月21日閲覧。
9. ↑  総務省統計局 (2012年1月20日). “平成22年国勢調査の調査結果(e-Stat) - 男女別人口及び世帯数 －町丁・字等” (CSV). 2021年7月21日閲覧。
10. ↑  総務省統計局 (2017年1月27日). “平成27年国勢調査の調査結果(e-Stat) - 男女別人口及び世帯数 －町丁・字等” (CSV). 2021年7月21日閲覧。

### 書籍
1. 1 2 3 4 5 6 7 8  「角川日本地名大辞典」編纂委員会 1989, p. 1788.